# Meteomont
Il MeteoMont è un servizio per la prevenzione e previsione del pericolo valanghe e delle condizioni meteorologiche per determinare le strategie di spostamento truppe svolto dal Comando carabinieri per la tutela forestale e parchi anche per finalità di soccorso ai civili, ai sensi della legge n.177/2016, in collaborazione con il Servizio meteorologico dell'Aeronautica Militare per compiere i rilevamenti meteo in alta montagna e sulle analisi della neve o comunque in ambienti altamente difficili.
Il Meteomont è svolto interforze dal Comando Truppe Alpine anche per supportare i reparti militari durante le attività di addestramento in ambiente innevato. 

## Storia
Già nei primi anni cinquanta del XX secolo fu istituito un Servizio valanghe nel Corpo forestale dello Stato per la realizzazione delle prime cartografie valanghe sull'arco alpino con finalità di protezione civile e con l'emissione di bollettini di previsione.
Nel 1972 all'interno del corpo nazionale degli Alpini, viene istituito un servizio Meteomont, per fornire ai reparti alpini il supporto informativo meteonivologico, con una propria rete di rilevamento creata da personale altamente specializzato dotato di un avanzato sistema computerizzato che garantisce un capillare monitoraggio meteonivometrico e dei fenomeni valanghivi e meteorologici lungo tutto l'arco alpino.
Nel 1978 viene incrementato con diversi servizi del Corpo forestale dello Stato. Con la soppressione del Corpo, il Meteomont del CFS dal 1º gennaio 2017 è stato incorporato nell'Arma dei Carabinieri, che svolge il servizio tramite il Comando unità per la tutela forestale, ambientale e agroalimentare.
Sono complessivamente 368 le stazioni di rilevamento meteonivometrico del Meteomont sull'arco alpino e appenninico e 5 in Sicilia.

### Il CFS e l'Arma dei Carabinieri
Il Meteomont come servizio del Corpo forestale dello Stato viene istiuito nel 1978 e veniva svolto non solo sull'arco alpino ma anche su quello appenninico. Tra agenti, sottufficiali e ufficiali il Meteomont era formato da 950 unità del corpo tra uomini e donne qualificati. Emette 12 edizioni giornaliere del "Bollettino Nazionale della Neve e delle Valanghe", consultabili sul sito di Meteomont.
.
Il decreto legislativo n. 177/2016, che ha soppresso il corpo forestale, all'art. 12 ha previsto che dal 1º gennaio 2017 il servizio e il personale territoriale transitano al Comando unità per la tutela forestale, ambientale e agroalimentare dell'Arma dei Carabinieri, mentre il soccorso alpino-forestale (SAF) alla Guardia di Finanza. In Sicilia il servizio continua a essere svolto dal Corpo forestale della Regione siciliana. Dal 2022, il servizio Meteomont dell'Arma dei Carabinieri è incardinato, in particolare, nel Comando carabinieri per la tutela forestale e parchi.
Il corpo forestale interveniva con il sottoelencato personale (dal 1º gennaio 2017 trasferito all'Arma):
- 950 osservatori meteonivometrici;
- 35 previsori neve e valanghe;
- 80 esperti neve e valanghe;
- 250 unità qualificate per il controllo e il soccorso sulle piste da sci
- 550 rilevatori ARVA per la ricerca dei travolti in valanga;
- 156 mezzi fuoristrada;
- 54 motoslitte;
- 22 elicotteri da ricognizione e rilevamento speditivi in quota (NH 500 e AB 412);
- 30 unità cinofile per la ricerca dei dispersi in valanga;
- 180 stazioni di rilevamento meteonivometrico manuale;
- 88 stazioni meteonivologiche automatiche;
- 13 centri settore - uffici neve e valanghe - sala previsori.

Le competenze del "Servizio Meteomont Carabinieri" del CUTFAA vanno dal "monitoraggio del territorio innevato e dalla previsione dei pericoli fino alla vigilanza e al soccorso sulle piste da sci, passando attraverso le attività di prevenzione del rischio neve e valanghe, con l’aggiornamento della banca dati meteonivometrica e della cartografia"..

### Il Comando truppe alpine

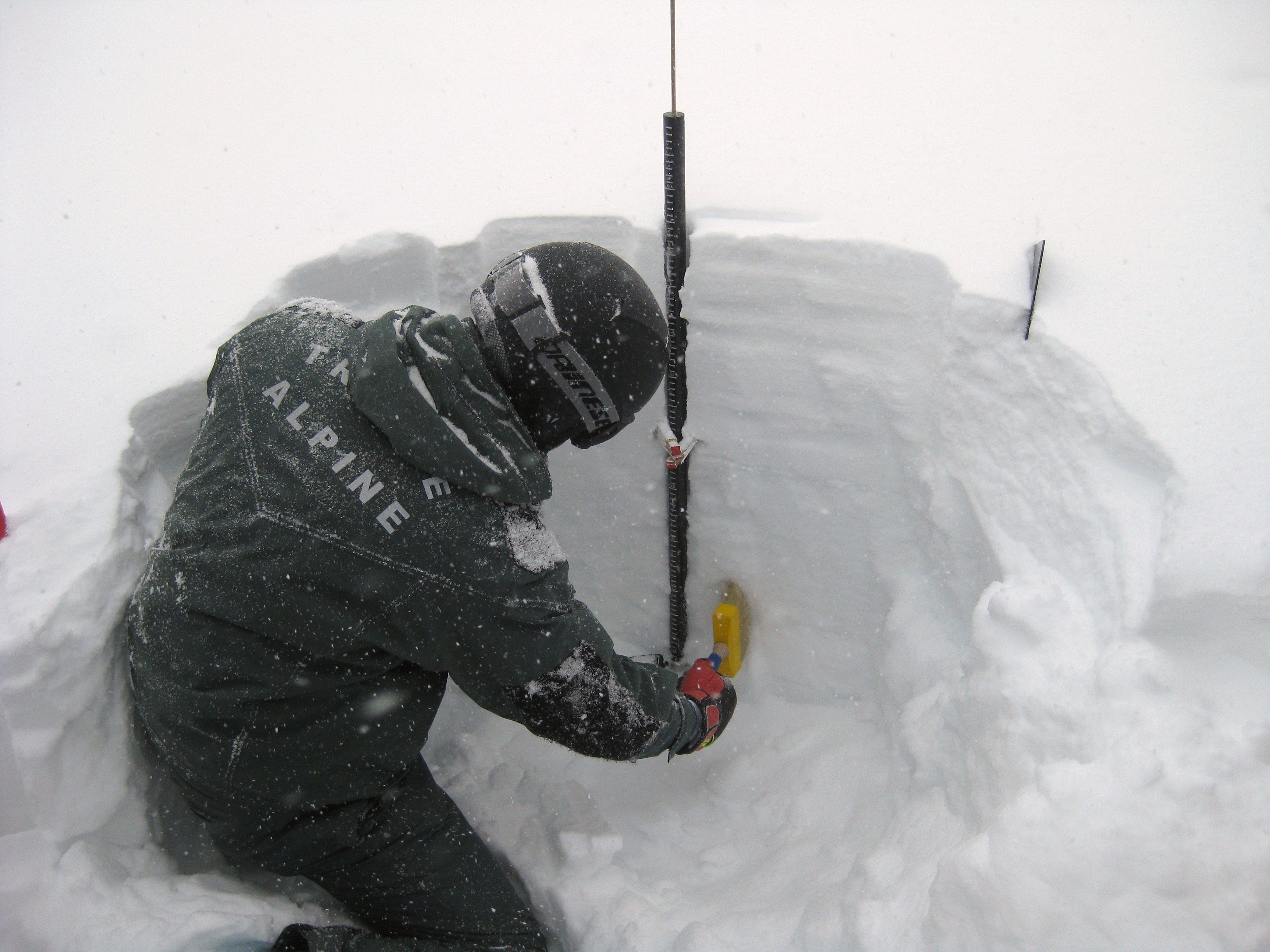
Un istruttore Meteomont delle truppe alpine controlla un punto di rilevamento nivometrico

All'interno del Comando truppe alpine è stato istituito il servizio Meteomont delle truppe alpine, che con la sua rete di monitoraggio meteonivologico fornisce anche il supporto informativo per l'intervento del soccorso alpino e per le operazioni in alta quota del corpo.
Opera attraverso:
- la Sezione Meteomont del CTA di Bolzano;
- i Centri Settore Meteomont (Bolzano, Aosta, Torino, L'Aquila, Udine, Belluno, Brunico);
- la rete di monitoraggio meteonivologico, costituita da 99 stazioni, 51 di rilevamento manuale e 48 automatico, oltre a nuclei di rilevamento mobili[14].

### Il servizio dell'Aeronautica
L'Aeronautica Militare Italiana, attraverso il suo servizio meteorologico, integrato dai dati del Comando alpino e dei Carabinieri forestale, emana un bollettino "Previsione Meteomont"; questo ha una validità di 24 ore e viene emesso tutti i giorni, alle 14:00.
Tale bollettino è stato predisposto fino al 2015 dal 1° Centro Meteorologico dell'Aeronautica Militare di Milano-Linate; e da quella data dalla sezione “Supporto alle operazioni correnti” dell’Ufficio meteo del Comando Operazioni Aeree.

## Formazione
Gli agenti del Meteomont sono addestrati al combattimento al combattimento e movimento in alta montagna, in ambiente sia innevato che estivo; è capaci di operare su roccia e su sci, addestrati all'aviotrasporto, al combattimento e sopravvivenza in ambienti difficili.
Il personale viene addestrato secondo tre qualifiche:
- previsore Meteomont - si occupa della redazione del bollettino meteonivologico e annualmente frequenta un corso presso il centro meteorologico regionale dell'Aeronautica Militare;
- esperto neve e valanghe - istruttore di sci qualificato presso il centro addestramento alpino (riconosciuto dalla FIS);
- tecnico di laboratorio, osservatore meteonivometrico - svolge i rilevamenti quotidiani e periodici (prova penetrometrica e stratigrafica) presso le stazioni manuali, controlla le stazioni satellitari.